# 아시아 태평양 우주 협력 기구
아시아 태평양 우주 협력 기구(Asia-Pacific Space Cooperation Organization, APSCO)는 완전한 국제법적 지위를 갖춘 비영리 독립 기관으로 운영되는 정부 간 조직이다. 본부는 중화인민공화국 베이징시에 있다. 회원국으로는 방글라데시, 중국, 이란, 몽골, 파키스탄, 페루, 태국, 튀르키예가 있다. 인도네시아, 이탈리아, 터키도 APSCO 협약에 서명했다. 2005년에는 베이징에서 APSCO 협약이 체결되었다. 창립식에는 알제리, 아르헨티나, 말레이시아, 나이지리아, 필리핀, 러시아, 스리랑카, 우크라이나 대표들도 참석했다.
명시된 목표는 다음과 같다.
1. 우주 과학 및 기술의 평화적 적용에 대한 협력 기반을 구축함으로써 회원국 간의 공동 우주 프로그램 개발을 촉진하고 강화한다.
2. 우주 개발 정책을 정교화하고 구현함으로써 우주 기술 연구 및 개발, 응용 및 훈련과 같은 분야에서 회원국을 지원하기 위한 효과적인 조치를 취한다.
3. 지역의 협력 잠재력을 활용하여 우주 기술 및 그 응용은 물론 우주 과학 연구 분야에서 회원국 간 협력, 공동 개발을 촉진하고 성과를 공유한다.
4. 회원국의 관련 기업 및 기관 간의 협력을 강화하고 우주 기술 및 그 응용의 산업화를 촉진한다.
5. 우주 기술 및 그 응용 분야의 국제 협력 활동을 통해 우주 공간의 평화로운 이용에 기여한다.

2010년 기준 이 조직은 경량 위성, 무게 500~600kg의 미들클래스 위성, 연구 위성, 원격 감지 및 통신 위성의 설계, 제작 및 발사에 관한 10개의 프로젝트를 정의했다.